# Julio Cascante
Julio César Cascante Solórzano (Limón, 3 ottobre 1993) è un calciatore costaricano, difensore dell'Austin FC.

## Carriera
Dopo aver giocato per l'Orion e l'Universidad, Cascante approda nel 2016 al Saprissa, la squadra più importante della Costa Rica.
Il 2 gennaio 2018 passa al Portland Timbers, squadra che milita nel massimo campionato americano, la Major League Soccer.

## Statistiche

### Presenze e reti nei club
| Stagione                | Squadra                   | Campionato              | Campionato | Campionato | Coppe nazionali | Coppe nazionali | Coppe nazionali | Coppe continentali | Coppe continentali | Coppe continentali | Altre coppe | Altre coppe | Altre coppe | Totale | Totale |
| Stagione                | Squadra                   | Comp                    | Pres       | Reti       | Comp            | Pres            | Reti            | Comp               | Pres               | Reti               | Comp        | Pres        | Reti        | Pres   | Reti   |
| ----------------------- | ------------------------- | ----------------------- | ---------- | ---------- | --------------- | --------------- | --------------- | ------------------ | ------------------ | ------------------ | ----------- | ----------- | ----------- | ------ | ------ |
| 2011-2012               | Orión                     | PD                      | 4          | 0          |                 | -               | -               |                    | -                  | -                  |             | -           | -           | 11     | 0      |
| 2013-2014               | Universidad de Costa Rica | PD                      | 7          | 0          |                 | -               | -               |                    | -                  | -                  |             | -           | -           | 7      | 0      |
| 2014-2015               | Universidad de Costa Rica | PD                      | 34         | 0          |                 | -               | -               |                    | -                  | -                  |             | -           | -           | 34     | 0      |
| 2015-2016               | Universidad de Costa Rica | PD                      | 1          | 0          |                 | -               | -               |                    | -                  | -                  |             | -           | -           | 1      | 0      |
| Totale Universidad      | Totale Universidad        | Totale Universidad      | 42         | 0          |                 | -               | -               |                    | -                  | -                  |             | -           | -           | 42     | 0      |
| 2016-2017               | Saprissa                  | PD                      | 20         | 0          |                 | -               | -               | CCL                | 5                  | 0                  |             | -           | -           | 25     | 0      |
| 2017-2018               | Saprissa                  | PD                      | 20         | 6          |                 | -               | -               |                    | -                  | -                  |             | -           | -           | 20     | 6      |
| Totale Saprissa         | Totale Saprissa           | Totale Saprissa         | 40         | 6          |                 | -               | -               |                    | 5                  | 0                  |             | -           | -           | 45     | 6      |
| 2018                    | Portland Timbers          | MLS                     | 21         | 0          | USOC            | 1               | 1               |                    | -                  | -                  |             | -           | -           | 22     | 1      |
| 2019                    | Portland Timbers          | MLS                     | 22         | 0          | USOC            | 2               | 0               |                    | -                  | -                  |             | -           | -           | 24     | 0      |
| 2020                    | Portland Timbers          | MLS                     | 5          | 1          |                 | -               | -               |                    | -                  | -                  | MiB         | 0           | 0           | 5      | 1      |
| Totale Portland Timbers | Totale Portland Timbers   | Totale Portland Timbers | 48         | 1          |                 | 3               | 1               |                    | -                  | -                  |             | 0           | 0           | 51     | 2      |
| 2021                    | Austin FC                 | MLS                     | 31         | 2          |                 | -               | -               |                    | -                  | -                  |             | -           | -           | 31     | 2      |
| 2022                    | Austin FC                 | MLS                     | 32+3       | 3+0        | USOC            | 1               | 0               |                    | -                  | -                  |             | -           | -           | 36     | 3      |
| 2023                    | Austin FC                 | MLS                     | 24         | 2          | USOC            | 2               | 0               | CCL                | 0                  | 0                  | LC          | 2           | 0           | 28     | 2      |
| 2024                    | Austin FC                 | MLS                     | 25         | 2          |                 | -               | -               |                    | -                  | -                  | LC          | 2           | 0           | 27     | 2      |
| Totale Austin FC        | Totale Austin FC          | Totale Austin FC        | 112+3      | 9+0        |                 | 3               | 0               |                    | 0                  | 0                  |             | 4           | 0           | 122    | 9      |
| Totale carriera         | Totale carriera           | Totale carriera         | 249        | 16         |                 | 6               | 1               |                    | 5                  | 0                  |             | 4           | 0           | 264    | 17     |

### Cronologia presenze e reti in nazionale
| Cronologia completa delle presenze e delle reti in nazionale ― Costa Rica | Cronologia completa delle presenze e delle reti in nazionale ― Costa Rica | Cronologia completa delle presenze e delle reti in nazionale ― Costa Rica | Cronologia completa delle presenze e delle reti in nazionale ― Costa Rica | Cronologia completa delle presenze e delle reti in nazionale ― Costa Rica | Cronologia completa delle presenze e delle reti in nazionale ― Costa Rica | Cronologia completa delle presenze e delle reti in nazionale ― Costa Rica | Cronologia completa delle presenze e delle reti in nazionale ― Costa Rica |
| Data                                                                      | Città                                                                     | In casa                                                                   | Risultato                                                                 | Ospiti                                                                    | Competizione                                                              | Reti                                                                      | Note                                                                      |
| ------------------------------------------------------------------------- | ------------------------------------------------------------------------- | ------------------------------------------------------------------------- | ------------------------------------------------------------------------- | ------------------------------------------------------------------------- | ------------------------------------------------------------------------- | ------------------------------------------------------------------------- | ------------------------------------------------------------------------- |
| 15-12-2015                                                                | Liberia                                                                   | Costa Rica                                                                | 1 – 0                                                                     | Nicaragua                                                                 | Amichevole                                                                | -                                                                         | 79’                                                                       |
| 8-9-2023                                                                  | Newcastle upon Tyne                                                       | Arabia Saudita                                                            | 1 – 3                                                                     | Costa Rica                                                                | Amichevole                                                                | -                                                                         |                                                                           |
| 12-9-2023                                                                 | Zagabria                                                                  | Costa Rica                                                                | 1 – 4                                                                     | Emirati Arabi Uniti                                                       | Amichevole                                                                | 1                                                                         |                                                                           |
| 20-11-2023                                                                | Panama                                                                    | Panama                                                                    | 3 – 1                                                                     | Costa Rica                                                                | CONCACAF Nations League 2023-2024 - Quarti di finale                      | -                                                                         | 80’                                                                       |
| 23-3-2024                                                                 | Frisco                                                                    | Costa Rica                                                                | 3 – 1                                                                     | Honduras                                                                  | CONCACAF Nations League 2023-2024 - Play-off                              | -                                                                         |                                                                           |
| 26-3-2024                                                                 | Los Angeles                                                               | Argentina                                                                 | 3 – 1                                                                     | Costa Rica                                                                | Amichevole                                                                | -                                                                         |                                                                           |
| 6-6-2024                                                                  | San José                                                                  | Costa Rica                                                                | 4 – 0                                                                     | Saint Kitts e Nevis                                                       | Qual. Mondiali 2026                                                       | -                                                                         |                                                                           |
| 9-6-2024                                                                  | Saint George's                                                            | Grenada                                                                   | 0 – 3                                                                     | Costa Rica                                                                | Qual. Mondiali 2026                                                       | -                                                                         |                                                                           |
| 2-7-2024                                                                  | Austin                                                                    | Costa Rica                                                                | 2 – 1                                                                     | Paraguay                                                                  | Coppa America 2024 - 1º turno                                             | -                                                                         | 88’                                                                       |
| 5-9-2024                                                                  | San José                                                                  | Costa Rica                                                                | 3 – 0                                                                     | Guadalupa                                                                 | CONCACAF Nations League 2024-2025 - 1º turno                              | -                                                                         | 82’                                                                       |
| 15-10-2024                                                                | San José                                                                  | Costa Rica                                                                | 3 – 0                                                                     | Guatemala                                                                 | CONCACAF Nations League 2024-2025 - 1º turno                              | -                                                                         | 79’                                                                       |
| 14-11-2024                                                                | San José                                                                  | Costa Rica                                                                | 0 – 1                                                                     | Panama                                                                    | CONCACAF Nations League 2024-2025 - Quarti di finale                      | -                                                                         |                                                                           |
| 18-11-2024                                                                | Panama                                                                    | Panama                                                                    | 2 – 2                                                                     | Costa Rica                                                                | CONCACAF Nations League 2024-2025 - Quarti di finale                      | -                                                                         |                                                                           |
| Totale                                                                    |                                                                           | Presenze                                                                  | 13                                                                        |                                                                           | Reti                                                                      | 1                                                                         |                                                                           |

## Palmarès

### Club

#### Competizioni Nazionali
- Campionato costaricano: 1

Saprissa: Invierno 2016